# Cocarde étudiante
La Cocarde étudiante est une organisation étudiante et lycéenne française fondée en 2015. Elle est positionnée à l'extrême droite et impliquée dans plusieurs faits de violences.

## Historique
La Cocarde étudiante est fondée le 6 mai 2015 au sein de l'université Panthéon-Assas par Maxime Duvauchelle et Pierre Gentillet, anciens membres des Jeunes de la Droite populaire, souhaitant rassembler les différents courants souverainistes à l'université et « repolitiser les étudiants ». Alexandre Loubet participe à la fondation de la Cocarde étudiante, en 2015 aux côtés de Gaëtan Dussausaye alors responsable des Jeunes du Front national,. 
L'association est également soutenue à ses débuts par Jean-Philippe Tanguy, qui la met en relation avec Nicolas Dupont-Aignan, Sarah Knafo, qui fournit son carnet d'adresses au syndicat, ou encore Jordan Bardella, présent aux premières réunions du groupe. 
L'organisation était alors composée, selon Maxime Duvauchelle, de « 40 % de non-encartés, 20 % de Républicains, 20 % de Debout la France et 20 % de FN ».
Dès ses débuts, la Cocarde étudiante souhaite jouer le rôle de « pépinière pour la droite dure », formant les « futurs cadres nationalistes » et rassemblant les diverses organisations de droite et d'extrême droite.
En avril 2018, la Cocarde étudiante tente de s'opposer aux blocages successifs et à l'occupation du centre Pierre-Mendès-France (dit « Tolbiac ») contre la mise en œuvre de Parcoursup.
À la suite des élections de 2019 à Nanterre provoquant de vives tensions sur le campus, la Cocarde remporte deux élus à la communauté d'universités et établissements Paris lumière avec 318 votes.
En janvier 2021, des militants investissent une manifestation de gauche à la suite d'un appel à faire front commun contre les difficultés rencontrées par les étudiants lors de la pandémie de Covid-19, déclenchant une bagarre.
En avril 2022, alors que les locaux de l'IEP de Paris sont bloqués par des étudiants pour protester contre le résultat du premier tour de l'élection présidentielle française, des militants de la Cocarde se mobilisent pour un déblocage aux côtés de l'UNI, de Génération Zemmour ainsi que d'autres militants radicaux. Certains militants présents lors du déblocage sont masqués et équipés de parapluies.
En octobre 2023, l'organisation se présente aux élections de l'université de technologie de Belfort-Montbéliard, obtenant 7 élus avec environ 400 votes (représentant aux alentours de 20 % du total des votes).
Le syndicat participe, en novembre et décembre 2023, aux élections universitaires des universités de Bordeaux, Aix-Marseille, et Clermont-ferrand, n'obtenant aucun élu. En revanche, à l'université de Haute-Alsace, le syndicat obtient un élu,.
En février 2024, soutenue publiquement par le mouvement de jeunesse du parti d’Éric Zemmour, l'organisation participe aux élections CROUS 2024, déposant 13 listes, contre 2 en 2021. Le programme de la Cocarde étudiante se calque sur les idéaux des partis d'extrême droite (Rassemblement national et Reconquête !), avec la priorité nationale dans l’attribution des bourses et le combat contre  « l’immigration incontrôlée ». Elle n'obtient aucun élu dans les différents CROUS, avec un score moyen de 5,7 %, et dépasse l'UNI dans un seul CROUS : celui de Clermont.
En mai 2024, le syndicat organise une conférence avec Marguerite Stern et Dora Moutot à l'université Panthéon-Assas sur leur nouveau livre Transmania, provoquant des demandes d'interdiction de la part d'associations étudiantes de gauche et du sénateur communiste de Paris Ian Brossat. La conférence se tient finalement en présence de 70 personnes, sous protection policière dans un centre annexe de l'université face à une contre-manifestation.
En mars 2025, le syndicat organise devant 250 de ses militants un colloque pour fêter ses 10 ans d'existence auquel assistent de nombreuses personnalités telles que Marion Maréchal-Le Pen, Alexandre Loubet, Sarah Knafo, Philippe Vardon, Pierre-Romain Thionnet, Pierre Gentillet ou encore François Bousquet. Plusieurs élus du Rassemblement national et des membres du collectif Nemesis sont également présents. 

## Positionnement
L'organisation est classée à l'extrême droite, ou de manière plus anecdotique à droite,. Bien que rejetant cette première étiquette, le syndicat est connu pour sa forte proximité avec la mouvance, notamment via l'invitation dans ses conférences de personnalités telles que Jordan Bardella, Marion Maréchal, Jean-Frédéric Poisson, Alain de Benoist et Jean-Yves Le Gallou, ou la dénonciation de ses liens avec certaines organisations d'extrême droite comme l'Action française ou Génération identitaire par d'autres syndicats étudiants tels que l'UNEF ou l'UNI. Par ailleurs lors de la présidentielle de 2022, le syndicat a appelé à voter pour le Rassemblement national.
L'organisation dit se donner l'objectif de rassembler toutes les tendances de la droite au sein des étudiants de l'université française. Elle se définit comme indépendante de tout parti politique tant dans son financement que sur son fonctionnement, et comme une organisation politique étudiante de droite conservatrice, souverainiste, et gaulliste. L'éventail de ses effectifs est large, allant du Rassemblement national aux Républicains en passant par le parti Debout la France et des groupuscules d'extrême droite. L'un des anciens porte-parole de la Cocarde, Sinisha Uros, était aussi membre de Génération identitaire. Luc Lahalle et Pierre-Romain Thionnet, respectivement président et secrétaire-général jusqu'en 2022, sont assistants parlementaires des eurodéputés du Rassemblement national Catherine Griset et Jordan Bardella,.
La Cocarde étudiante se positionne contre les blocages de facultés, milite pour la sélection à l'entrée à l'université en parlant de « barrage à l'égalitarisme », et met en opposition étrangers et « nationaux », mais propose aussi une hausse du numerus clausus dans les études de médecine ainsi qu'une hausse du budget de l'enseignement supérieur. Elle s'oppose au « gauchisme culturel » dans les facultés, au « péril migratoire » et au « grand remplacement », termes pouvant renvoyer à plusieurs théories du complot issues de l'extrême droite. À l'occasion des élections CROUS de 2021, elle défend l'idée de la « préférence nationale » concernant l'attribution des logements étudiants.
Début 2023, la Cocarde étudiante se lance dans une campagne centrée sur l'écologie dans le but de sensibiliser les étudiants français à la question.
En mai 2023, la Cocarde étudiante publie un hommage à l'intellectuel racialiste Dominique Venner sur ses réseaux sociaux. En conséquence, le député RN Jean-Philippe Tanguy charge Pierre Charron, cofondateur de la Cocarde, de rappeler à l'ordre l'organisation étudiante.

### Priorité nationale
Le syndicat souhaite la mise en place de la priorité nationale non exclusive, dans l'attribution des bourses et des logements universitaires. Faisant campagne sur cette proposition lors des élections CROUS 2021 et 2024.
En 2024, la Cocarde étudiante alimente une polémique en s'attaquant à une convention du Crous de Bordeaux-Aquitaine qui garantit « des places prioritaires sur son parc de logement pour les étudiants sénégalais ». Dans un communiqué, l'organisation d'extrême droite déclare alors ne pas comprendre que « les Français ne soient pas prioritaires pour accéder aux logements qu’ils financent ». 

### Liens avec le Rassemblement national
Gaëtan Dussausaye, alors responsable des jeunes du Front national, est présent lors de la fondation de la Cocarde étudiante tandis que Jordan Bardella « fréquente régulièrement la Cocarde » sans en être membre,. C'est au travers du syndicat d'extrême droite qu'il rencontre Pierre-Romain Thionnet, alors secrétaire général, et Luc Lahalle, président de 2019 à 2022, qui deviendront tous deux ses assistants parlementaires. 
Selon Le Figaro, la Cocarde sert de « vivier de recrutement » au Rassemblement national, qui n'a jamais réussi à développer son propre syndicat étudiant et dont les frontières avec l'UNI sont « étanches ». De ce fait, de nombreux collaborateurs parlementaires du RN sont issus de la Cocarde étudiante.
À l'occasion de l'élection présidentielle de 2022, la Cocarde appelle à voter pour les candidats d'extrême droite Marine Le Pen et Éric Zemmour. Des militants de la Cocarde participent par ailleurs à la sécurité et l'accueil de plusieurs meeting de ce dernier. Au second tour, la Cocarde appelle à voter Marine Le Pen.
Après la victoire de Jordan Bardella à l'issue du XVIIIe congrès du Rassemblement national, ce dernier nomme Pierre-Romain Thionnet, ancien secrétaire-général de la Cocarde étudiante, à la tête du Rassemblement national de la jeunesse.
En 2022, le député Philippe Ballard reçoit une délégation de la Cocarde pour discuter d'une proposition de loi sur la priorité nationale dans le milieu étudiant. En 2023, la députée Julie Lechanteux organise une visite guidée de l'Assemblée nationale pour les militants de l'organisation d'extrême droite.
À la suite des élections législatives de 2024, une dizaine d'assistants parlementaires du RN sont issus de ce syndicat.

### Liens avec l'extrême-droite radicale
Selon le journal Mediapart, il existe des proximités entre la Cocarde étudiante et l'extrême droite néonazie.

### Violences
D'après StreetPress, la Cocarde étudiante est coutumière des actions violentes. En mai 2018, après le passage à tabac d'un étudiant parisien, plusieurs sources mettent en cause des militants de l'Action française et de la Cocarde. Lors des élections étudiantes d'octobre 2019 à l'université Paris-Nanterre, plusieurs tractages virent à l'affrontement avec des militants de l'UNEF-TACLE et du Nouveau Parti anticapitaliste ; les membres de la Cocarde sont alors appuyés par les Zouaves Paris, groupuscule dissous depuis,.
En janvier 2020, la Cocarde attaque des étudiants qui tentent de bloquer l'Université Paris-Panthéon-Assas ainsi que la faculté des Tanneurs de Tours, aux côtés du groupe radical Udet.
StreetPress affirme également que le syndicat est proche du groupuscule violent Zouaves Paris, dissout par le gouvernement en 2022. Leurs membres respectifs participent à plusieurs rixes communes.
En 2021, trois membres de la Cocarde s'allient à d'autres groupuscules d'extrême-droite pour provoquer une bagarre à coups de barre de fer dans les rangs d'une manifestation contre les violences faites aux femmes à Paris. Selon L'Obs « Tout porte à croire que La Cocarde étudiante et les Zouaves Paris ont des liens étroits ».
En décembre 2021, d'après StreetPress, un jeune pris pour un antifasciste est tabassé en marge d'un tractage de la Cocarde étudiante par le chef des Zouaves, Marc de Cacqueray-Valmenier. En mars 2022, le responsable de la section de Besançon est identifié au sein d'un groupe ayant agressé un militant devant un meeting présidentiel de Philippe Poutou (NPA). Le même mois, à Montpellier, des militants de la Cocarde, de Génération Zemmour et de Jeunesse Saint Roch venus tracter s'en prennent à des militants de gauche, à la suite de quoi ils sont eux-mêmes pris à partie par des militants antifascistes.
En novembre 2022, deux responsables locaux de Besançon sont poursuivis pour « dégradations graves, en réunion, au détriment d’un bien d’utilité public, et à finalité raciste » après avoir vandalisé la statue de Victor Hugo en en repeignant le visage en blanc, en y apposant une croix celtique et une pancarte White Power. Ils sont condamnés en février 2023.
Dans la nuit du 1 au 2 février 2024, l'ancien responsable et porte parole Sinisha Milinov, également ancien membre de Génération Identitaire, participe à une attaque au couteau sur trois personnes non blanches, les trois victimes sont blessées. Deux d’entre elles garderont des séquelles et ont des entailles et blessures au visage. L’une, en urgence absolue, a dû être opérée,. Le tribunal a retenu un mobile raciste et a condamné Sinisha Milinov à six mois de prison ferme.

## Représentativité
L'organisation n'est pas considérée comme association étudiante représentative au titre de la Loi Jospin, ne possédant ni élu au CNESER ni au CNOUS. Elle dispose néanmoins de plusieurs élus locaux étudiants, principalement situés dans les universités parisiennes,, et épisodiquement dans le reste de la France, et participe parfois aux élections locales des conseils d'administration CROUS sans réunir suffisamment de voix pour y obtenir des élus.

### Élections Crous
| Année | Votes | % | Sièges | évolution |
| ----- | ----- | - | ------ | --------- |
| 2021  | 1 310 |   | 0      |           |
| 2024  | 5 816 | 3 | 0      |           |

## Cocarde Lycée
La Cocarde Lycée est une organisation lycéenne,, fondée en 2021 et rattachée à la Cocarde étudiante, s'étant notamment fait connaître pour ses actions controversées selon Le Figaro.